# Predlitz-Turrach
Predlitz-Turrach là một đô thị thuộc huyện Murau thuộc bang Steiermark, nước Áo. Đô thị Predlitz-Turrach có diện tích 150,12 km², dân số thời điểm cuối năm 2005 là 8863 người.